# 釋道樞
釋道樞（1077年—1176年），號懶菴，吳興四安（今中國浙江省湖州市）人，俗姓吳，年幼時即發心出家，為南宋浙江臨安府靈隱寺沙門。

## 生平
道樞法師參禮道場居慧禪師得授心印，徹悟真如，道業日隆。初主持何山寺，後移錫華藏寺，寺務為之興隆大振。南宋隆興年初（1163年），奉詔遷錫靈隱寺。宋孝宗宣召入殿賜坐請法，孝宗問曰：「禪道之要可得聞乎？」道樞法師對曰：「此事在陛下堂堂日用應機處，本無知見起滅之分聖凡迷悟之別，第護正念則與道相應，亡情却物則業不能繫，盡去沈掉二病，自忘問答之意，矧今見在般若光明中，何事不成見也。」宗孝宗聽後表示認可。
道樞法師後以年老乞奏退居永安寺，於淳熙三年（1176年）八月，示現微疾，作偈一首留世後圓寂，圓寂後奉塔於永安。

## 法嗣

### 師長
- 道場居慧

### 弟子
- 安永木庵[3]